# Акинин, Вячеслав Васильевич
Вячеслав Васильевич Акинин (род. 17 мая 1959 года) — российский петролог, специалист в области петрологии, изотопной геохронологии и геодинамики, доктор геолого-минералогических наук (2012), член-корреспондент РАН (2019).
Директор СВКНИИ ДВО РАН.